# Ultima Underworld: The Stygian Abyss
Ultima Underworld: The Stygian Abyss (englisch für „Der dunkle Abgrund“ – obwohl sich „stygian“ offensichtlich von „Styx“ herleitet, steht es im Englischen auch für dunkel, düster und undeutlich) ist ein Computer-Rollenspiel des Entwicklerstudios Blue Sky Productions (später Looking Glass Studios) aus dem Jahr 1992 und der erste Titel der gleichnamigen Underworld-Rollenspielserie, einem Ableger der Ultima-Reihe. Das Spiel gehört zu den ersten Spielen mit texturierter, in Echtzeit berechneter 3D-Grafik. Es erschien ursprünglich für DOS und wurde später auf PlayStation, FM Towns und für Mobiltelefone mit Windows Mobile portiert. 1993 erschien der Nachfolger Ultima Underworld 2: Labyrinth of Worlds.

## Hintergrundgeschichte
Im Intro des Spiels wird der Spieler zunächst Zeuge und dann Verdächtiger im Fall der Entführung einer Prinzessin. Die holde Maid wird in die Stygian Abyss, einen Höhlenkomplex innerhalb eines Vulkans, verschleppt. Wenig später landet auch der Spieler unfreiwillig in der Grotte, hinter ihm wird ein schweres Tor verriegelt. Will er seines und das Leben der Prinzessin retten, muss sich der Avatar den Herausforderungen der Abyss stellen.
In Ultima Underworld sind viele augenzwinkernde Anspielungen auf andere Computerspiele eingebaut: Der Spieler bekommt unter anderem die Aufgabe, in einem Gangsystem lauter Edelsteinbrocken einzusammeln, wobei sich ihm bunte Gespenster in den Weg stellen. Kurz gesagt: Der Spieler spielt Pac-Man aus der Ich-Sicht – sogar der Grundriss des Labyrinths stimmt mit dem Original überein.

## Spielprinzip
Bei beiden Ultima-Underworld-Teilen kommt es in großem Maße auf Kommunikation an. Wie in Computer-Rollenspielen üblich bevölkert eine Vielzahl von rechnergesteuerten Figuren (NPCs) die Spielwelt. Mit ihnen kann und muss über ein Multiple-Choice-System aus Fragen und Antworten gesprochen werden. Auch Tauschhandel mit Lebensmitteln, Waffen und Ausrüstungsgegenständen ist möglich. In Egoperspektive kann der Spieler nicht nur gehen, laufen und springen, sondern auch schwimmen und mit magischer Hilfe sogar fliegen; für den Kampf gibt es fünf verschiedene Waffentypen und Dutzende Zaubersprüche.
Ultima Underworld lässt sich fast komplett mit der Maus steuern, nur an wenigen Stellen sind zur Lösung von Rätseln Texteingaben nötig. Die Zaubersprüche funktionieren auf der Basis von 24 Runen, die der Spieler nach und nach findet und die mittels eines einfachen, aber effektiven Bedeutungs-Systems kombiniert werden (beispielsweise ergeben die Runen mit der Bedeutung „Groß“, „Schaden“ und „Leben“ gemeinsam den Zauberspruch „Töten“).

## Entwicklung
Die Entwicklung des Spiels kostete rund 400.000 US-Dollar. Der Titel hält sich nur bedingt an die Gesetzmäßigkeiten des Ultima-Universums, da es anfangs nicht als Ultima-Spiel geplant war. So werden beispielsweise Echsenmenschen eingeführt, die im Hauptstrang der Serie nicht existieren. Im Einklang mit der Serie hingegen: Der Spieler verkörpert den Avatar, den Hüter der acht Tugenden.
1997 wurde The Stygian Abyss als einziges Ultima-Spiel auf Sonys PlayStation portiert, jedoch ausschließlich in japanischer Sprache. Diese ist dem PC-Original in einem Punkt überlegen: Anders als bei der Urfassung sind Monster und andere Figuren auf der PlayStation dreidimensionale, texturierte Polygonkörper, keine flachen Bitmaps. Eine weitere Umsetzung des Spiels erschien für Pocket PC.
Ultima Underworld wurde nie ins Deutsche übersetzt. Für Neulinge mögen die Anklänge an altertümliches Shakespeare-Englisch – ein fester Bestandteil fast aller Ultima-Teile – befremdlich wirken.

## Technik
Ultima Underworld war das erste Rollenspiel, das dreidimensionale, texturierte Grafik in Echtzeit darstellte, inspiriert durch den Vorläufer Dungeon Master. Technisch basierte es nicht auf dem Raycasting-Verfahren, welches wegen geringerer Anforderungen bis 1996 die bevorzugte Technik für 3D-Darstellungen in Spielen war (siehe z. B. Wolfenstein 3D oder Doom).
Im Unterschied zu Wolfenstein 3D waren die Wände Polygone. Obwohl die Levels/Karten als Tilemap gespeichert sind bestanden die Levels nicht nur aus im rechten Winkel zueinander angeordneten Wänden – Kurven und Abhänge ließen die Illusion einer in den Fels gehauenen Festung glaubhafter erscheinen, zudem gab es vereinzelt freistehende 3D-Objekte. Um Rechenzeit zu sparen und so die für damalige Verhältnisse ausladende Grafik auch auf schwächeren PCs flüssig darstellen zu können, verringerten die Entwickler das 3D-Fenster auf dem Bildschirm und umgaben es mit statischen Inhalten. Es nahm bei Teil 1 der Serie rund ein Viertel, bei Teil 2 geringfügig mehr als ein Viertel der bei DOS-Spielen oft verwendeten Auflösung von 320 × 200 Bildpunkten mit 256 Farben ein (MCGA-Modus).
Ultima Underworld besaß bereits eine einfache Physik-Engine: Geworfene Gegenstände prallten im korrekt berechneten Winkel von Wänden ab und rutschten Abhänge hinunter; Wasserläufe verfügten über Strömung.

## Rezeption
Die Reviews der Fachpresse fielen überwiegend positiv bis überschwänglich aus.
Beispielsweise beim PowerPlay Magazin 06/92 erreichte UW1 94 %.
2011 wird UW1 beim Online-Review Magazin MobyGames mit 4.1 von 5 Punkten gewertet.
Auch 2014 wurde das Rollenspiel noch empfohlen. Das Onlinemagazin Golem.de legt Ultima Underworld im Videoformat Golem retro_ allen Rollenspielern ans Herz. Videospieljournalist Michael Wieczorek resümiert: „Ultima Underworld bietet eine gespenstisch fesselnde Spielwelt, die zum Erkunden und Forschen einlädt. Durch den starken Simulationsaspekt gelingt es dem Titel auch heute noch den Spieler gefangen zu nehmen.“
Im Jahrbuch 2016 der Zeitschrift Retro Gamer wird Ultima Underworld zwar als technischer Meilenstein gelobt, sei jedoch nicht in Würde gealtert, „sondern wirkt wie mit einem Duplo-Baukasten für Farbenblinde gezimmert.“